# André Chagnon
Pour les articles homonymes, voir Chagnon (homonymie).
Edmé Louis André Chagnon (Montréal, 17 mars 1928 - 8 octobre 2022) est un homme d'affaires québécois.

## Biographie
Né à Montréal, Québec, fils d'électricien, il a commencé sa carrière en posant des câbles souterrains, avant de créer sa propre entreprise de construction, Chagnon Electric, en 1957, qu'il a ensuite vendue à ses employés. En 1964, il a fondé la société de câblodistribution Le Groupe Vidéotron, qui est devenue l'une des plus grandes entreprises de télécommunications du Canada.
À la retraite, en 2000, il utilise les fonds de la vente de Vidéotron pour créer la Fondation Lucie et André Chagnon, un organisme voué principalement à la prévention de la pauvreté, qui dispose d’un actif de 1,9 milliard de dollars et qui est la plus grande fondation au Canada.
Il a été reconnu tout au long de sa carrière. En 1995, il était l'un des quatre dirigeants de l'industrie invités par le gouvernement du Canada à participer à la Conférence ministérielle du G-7 sur la société de l'information, tenue à Bruxelles. Également en 1995, il a été nommé au Conseil consultatif de l'autoroute de l'information. Il est officier de l'Ordre du Canada depuis 1993 et a été intronisé au Temple de la renommée de l'entreprise canadienne en 2002. Ses efforts remarquables au sein de sa fondation ont été récompensés en 2003 lorsqu'il a été nommé co-récipiendaire de la Médaille pour contributions exceptionnelles au développement de la petite enfance, décerné par le Centre d'excellence pour le développement de la petite enfance. En 2005, il a reçu le prix d'excellence pour l'ensemble des réalisations Ernst & Young de l'année 2005.
Chagnon avait une valeur nette de 474 millions de dollars canadiens en 2006.
Son épouse et partenaire, Lucie Dolan-Chagnon, meurt à 84 ans le 17 août 2014.
Il meurt durant la nuit du 7 au 8 octobre 2022 à l'âge de 94 ans.

## Prix et distinctions
- 1983 : Prix des communications, décerné par le ministère des Communications du Québec
- 1993 : Prix E.S. Rogers Sr./Velma Rogers Graham
- 1993 : Médaille d'excellence Édouard-Montpetit
- 1993 :  Officier de l'Ordre du Canada[4]
- 1995 : Doctorat honoris causa en sciences de l'administration de l'Université Laval
- 2002 : Intronisé au Temple de la renommée de l'entreprise canadienne
- 2003 :  Officier de l'Ordre national du Québec[5]
- 2004 : Membre des Grands Montréalais
- 2005 : Prix d'excellence pour l'ensemble des réalisations Ernst & Young
- 2008 : Doctorat honoris causa de HEC Montréal[6]
- 2015 : Médaille d'honneur de l'Assemblée nationale du Québec,  remise également à sa femme, Lucie Chagnon, à titre posthume[7]
- 2016 : Grand bâtisseur de l'économie du Québec par l'Institut sur la gouvernance d'organisations privées et publiques (IGOPP)[8]
- 2020 : Hommage du Cercle des Grands entrepreneurs du Québec[9]